# Armoiries du Limbourg et du Luxembourg
Ne doit pas être confondu avec Armoiries du Luxembourg ou Armoiries de la province de Luxembourg.
- il comporte peu ou pas de sources.
- certaines figures sont encore dans un format bitmap et doivent être vectorisées.

Les armoiries du Limbourg et du Luxembourg sont les armoiries historiques des comtés puis duchés de Limbourg et de Luxembourg, qui partagent une origine commune.
Ils se retrouvent de nos jours dans différentes instances officielles des trois pays du Benelux.

## Limbourg

### Le lion de Limbourg
Le lion qui figure sur les armes des comtes de Luxembourg est en fait le lion qui se trouvait sur les armes des comtes de Limbourg. Ce lion a, au cours du temps, subit plusieurs modifications :
- en 1208, un sceau du comte Henri III de Limbourg († 1221) montre un lion non couronné à queue simple.
- en 1214, son fils Waléran III († 1226) épouse Ermesinde Ire de Luxembourg. Pour différencier ses armes de celles son père, encore vivant, et pour marquer une prétention sur le marquisat de Namur, terre d'Empire, qui était un fief du père d'Ermesinde, Waléran ajouta une couronne aux armes de son père.
- En 1221, à la mort de son père, pour marquer qu'il tient deux comtés d'importance (Limbourg et Luxembourg), il double la queue. En 1226, son fils Henri IV, né d'un premier mariage et qui possède déjà le comté de Berg de sa femme, hérite du Limbourg et fera de même pour ses armoiries.
- À sa mort, en 1247, son fils cadet Waléran IV devient duc de Limbourg garde le lion à queue fourchée, tandis que le fils aîné, Adolphe IV, devient comte de Berg et adopte un lion à queue fourchée et passée en sautoir (les deux queues sont croisées)

Armes de 1208
Armes de Waléran III en 1214
armes de Waléran III en 1221
Comtes de Berg

### Armorial de la Maison de Limbourg
| Figure | Nom de la principauté et blasonnement |
| ------ | --- |
|        | premiers comtes de Limbourg d'argent au lion de gueules armé et lampassé d'or |
|        | Waléran III de Limbourg, comte de Limbourg, de 1214 à 1221 d'argent au lion de gueules armé, lampassé et couronné d'or |
|        | comtes de Limbourg après 1226 d'argent au lion de gueules à la queue fourchue, armé, lampassé et couronné d'or |
|        | comtes de Berg de 1247 à 1348, puis comtes de Ligny et de Saint-Pol après 1348 d'argent au lion de gueules à la queue fourchue passée en sautoir, armé, lampassé et couronné d'or d'or |
|        | Waléran de Limbourg († 1242), seigneur de Fauquemont d'argent au lion de gueules armé et lampassé d'or et au lambel d'azur |
|        | comtes de Looz et comtes de Grandpré burelé d'or et de gueules |
|        | comtes de Luxembourg de 1240 à 1281 et de 1282 à l'extinction de la dynastie burelé d'argent et d'azur de dix pièces, au lion de gueules, armé, lampassé et couronné d'or |
|        | comtes de Luxembourg Henri VI de 1281 à 1288 burelé d'argent et d'azur de dix pièces, au lion de gueules, la queue fourchée passée en sautoir, armé, lampassé et couronné d'or |
|        | Gérard de Limbourg-Luxembourg, comte de Durbuy burelé d'argent et d'azur de dix pièces, au lion de gueules, armé, lampassé et couronné d'or, brisé d'un lambel aux cinq pendants d'or |
|        | comtes de Ligny de 1281 à 1348 burelé d'argent et d'azur de dix pièces brisé d'un chef d'or, au lion de gueules, armé d'or En 1348, les comtes de Ligny relèvent les armoiries des comtes de Berg. |
|        | Jean II de Luxembourg (1392 † 1441), comte de Ligny, chevalier de la Toison d'or, d'argent au lion de gueules, la queue fourchée passée en sautoir, armé, lampassé et couronné d'or et au lambel d'azur. |
|        | Jean de Luxembourg (1400-1466), dit Hennequin, bâtard de Saint-Pol (1400 † 1466), seigneur d'Ailly-sur-Noye et de Hautbourdin, chevalier de la Toison d'or, De Luxembourg brisé d'un filet d'azur en barre (brisure de batardise). |
|        | Jacques de Luxembourg-Ligny (1426 † 1487), seigneur de Richebourg, de Ruminghem et de Sainghin, vicomte de Lannoy, chevalier de la Toison d'or (exclu de l'ordre en 1481), De Luxembourg brisé d'une croisette d'or sur l'épaule du lion . |
|        | Jacques II de Luxembourg-Fiennes (vers 1443 † 12 juillet 1517), comte de Gavere (1518), seigneur de Fiennes, chevalier de la Toison d'or Écartelé : aux 1 et 4, de Luxembourg ; aux 2 et 3, de gueules, à une étoile de seize rais d'argent (des Baux). - Armes portées ensuite par son fils, né de Marguerite de Bruges, dame d'Auxy, Jacques III ( † 1530), comte de Gavre, seigneur de Fiennes, d'Armentières, de Sottenghien, d'Arckenghien, d'Auxi-le-Château, gouverneur et capitaine général du comté de Flandres, chambellan de l’empereur Charles Quint, chevalier de la Toison d'or en (1519, brevet no 166). |
|        | Henri VII de Luxembourg (1275 † 1313), comte de Luxembourg, puis empereur germanique d'or, à l'aigle monocéphale de sable, membrée, becquée et liée de gueules ; sur le tout burelé d'argent et d'azur de dix pièces, au lion de gueules, armé, lampassé et couronné d'or |
|        | Jean l'Aveugle (1296 † 1346), comte de Luxembourg et roi de Bohême écartelé en 1 et 4 de gueules, au lion d'argent à la queue fourchée passée en sautoir, couronné, armé et lampassé d'or et en 2 et 3 burelé d'argent et d'azur de dix pièces, au lion de gueules, armé, lampassé et couronné d'or. |
|        | Wenceslas Ier (1337 † 1383), duc de Luxembourg, de Brabant et de Limbourg parti, en I écartelé en 1 et 4 de gueules, au lion d'argent à la queue fourchée passée en sautoir, couronné, armé et lampassé d'or et en 2 et 3 burelé d'argent et d'azur de dix pièces, au lion de gueules, armé, lampassé et couronné d'or et en II écartelé, en 1 et 4 de sable, au lion d'or, armé et lampassé de gueules, et en 2 et 3 d'argent au lion de gueules, la queue fourchée, armé, et lampassé d'or. |
|        | Charles IV de Luxembourg (1316 † 1378), et Wenceslas de Luxembourg (1361 † 1419), empereurs germaniques et rois de Bohême d'or, à l'aigle monocéphale de sable, membrée, becquée et liée de gueules ; sur le tout de gueules, au lion d'argent à la queue fourchée passée en sautoir, couronné, armé et lampassé d'or |
|        | Sigismond de Luxembourg (1368 † 1437), empereur germanique, roi de Bohême et de Hongrie d'or, à l'aigle bicéphale de sable, membrée, becquée et liée de gueules ; sur le tout parti en 1 fascé de gueules et d'argent et en 2 de gueules, au lion d'argent à la queue fourchée passée en sautoir, couronné, armé et lampassé d'or |
|        | Jean-Henri de Luxembourg (1322 † 1372), comte de Tyrol et margrave de Moravie écartelé, en 1 et 4 burelé d'argent et d'azur de dix pièces, au lion de gueules, lampassé et couronné d'or et en 2 et 3 d'azur, à l'aigle échiquetée d'argent et de gueules, becquée, languée, membrée et couronnée d'or |
|        | Jobst de Luxembourg (1351 † 1411), margrave de Moravie et de Brandebourg, roi des Romains écartelé, en 1 et 4 burelé d'argent et d'azur de dix pièces, au lion de gueules, armé, lampassé et couronné d'or et en 2 et 3 d'argent, à l'aigle de gueules, membrée, becquée et languée d'or |
|        | Jean (1370 † 1396), duc de Goerlitz, et sa fille Elisabeth (1390 † 1453), duchesse de Luxembourg écartelé, en 1 de gueules, au lion d'argent à la queue fourchée passée en sautoir, couronné, armé et lampassé d'or, en 2 d'argent, à l'aigle de gueules, membrée, becquée et languée d'or, en 3 d'argent au bœuf rampant de gueules et en 4 coupé de gueules au lion rampant d'argent et d'argent. |

### Généalogie simplifiée et armoriée de la maison de Limbourg
|                                  |                                  |                                  |                                  |                                  |                                  |                                                               |                                                               |                                                               |                                                               |                                                               |                                                               |                                        |                                        |                                                                         |                                                                         |                                                                         |                                                                         |                                                                         |                                                                         |                                                |                                                |                                                |                                                |                                                |                                                |                                                |                                                | Waléran Ier († 1082) comte de Limbourg      |                       |                                                           |                                                           |                                                           |                                                           |                                                           |                                                           |                                    |                                    |                                        |                                        |                                                          |                                                          |                                                          |                                                          |                                                          |                                                          |                                             |                                             |                                                                         |                                                                         |                                                                         |                                                                         |                                                                         |                                                                         |                                      |                                      |                                      |                                      |                                      |                                      |  |  |  |  |  |  |  |  |  |  |  |  |  |  |  |  |  |  |  |  |  |  |  |  |  |  |  |  |  |  |  |  |  |  |
|                                  |                                  |                                  |                                  |                                  |                                  |                                                               |                                                               |                                                               |                                                               |                                                               |                                                               |                                        |                                        |                                                                         |                                                                         |                                                                         |                                                                         |                                                                         |                                                                         |                                                |                                                |                                                |                                                |                                                |                                                |                                                |                                                |                                             |                       |                                                           |                                                           |                                                           |                                                           |                                                           |                                                           |                                    |                                    |                                        |                                        |                                                          |                                                          |                                                          |                                                          |                                                          |                                                          |                                             |                                             |                                                                         |                                                                         |                                                                         |                                                                         |                                                                         |                                                                         |                                      |                                      |                                      |                                      |                                      |                                      |  |  |  |  |  |  |  |  |  |  |  |  |  |  |  |  |  |  |  |  |  |  |  |  |  |  |  |  |  |  |  |  |  |  |
|                                  |                                  |                                  |                                  |                                  |                                  |                                                               |                                                               |                                                               |                                                               |                                                               |                                                               |                                        |                                        |                                                                         |                                                                         |                                                                         |                                                                         |                                                                         |                                                                         |                                                |                                                |                                                |                                                |                                                |                                                |                                                |                                                | Henri Ier (1059 † 1119) comte de Limbourg   |                       |                                                           |                                                           |                                                           |                                                           |                                                           |                                                           |                                    |                                    |                                        |                                        |                                                          |                                                          |                                                          |                                                          |                                                          |                                                          |                                             |                                             |                                                                         |                                                                         |                                                                         |                                                                         |                                                                         |                                                                         |                                      |                                      |                                      |                                      |                                      |                                      |  |  |  |  |  |  |  |  |  |  |  |  |  |  |  |  |  |  |  |  |  |  |  |  |  |  |  |  |  |  |  |  |  |  |
|                                  |                                  |                                  |                                  |                                  |                                  |                                                               |                                                               |                                                               |                                                               |                                                               |                                                               |                                        |                                        |                                                                         |                                                                         |                                                                         |                                                                         |                                                                         |                                                                         |                                                |                                                |                                                |                                                |                                                |                                                |                                                |                                                |                                             |                       |                                                           |                                                           |                                                           |                                                           |                                                           |                                                           |                                    |                                    |                                        |                                        |                                                          |                                                          |                                                          |                                                          |                                                          |                                                          |                                             |                                             |                                                                         |                                                                         |                                                                         |                                                                         |                                                                         |                                                                         |                                      |                                      |                                      |                                      |                                      |                                      |  |  |  |  |  |  |  |  |  |  |  |  |  |  |  |  |  |  |  |  |  |  |  |  |  |  |  |  |  |  |  |  |  |  |
|                                  |                                  |                                  |                                  |                                  |                                  |                                                               |                                                               |                                                               |                                                               |                                                               |                                                               |                                        |                                        |                                                                         |                                                                         |                                                                         |                                                                         |                                                                         |                                                                         |                                                |                                                |                                                |                                                |                                                |                                                |                                                |                                                | Waléran II (1085 † 1139) comte de Limbourg  |                       |                                                           |                                                           |                                                           |                                                           |                                                           |                                                           |                                    |                                    |                                        |                                        |                                                          |                                                          |                                                          |                                                          |                                                          |                                                          |                                             |                                             |                                                                         |                                                                         |                                                                         |                                                                         |                                                                         |                                                                         |                                      |                                      |                                      |                                      |                                      |                                      |  |  |  |  |  |  |  |  |  |  |  |  |  |  |  |  |  |  |  |  |  |  |  |  |  |  |  |  |  |  |  |  |  |  |
|                                  |                                  |                                  |                                  |                                  |                                  |                                                               |                                                               |                                                               |                                                               |                                                               |                                                               |                                        |                                        |                                                                         |                                                                         |                                                                         |                                                                         |                                                                         |                                                                         |                                                |                                                |                                                |                                                |                                                |                                                |                                                |                                                |                                             |                       |                                                           |                                                           |                                                           |                                                           |                                                           |                                                           |                                    |                                    |                                        |                                        |                                                          |                                                          |                                                          |                                                          |                                                          |                                                          |                                             |                                             |                                                                         |                                                                         |                                                                         |                                                                         |                                                                         |                                                                         |                                      |                                      |                                      |                                      |                                      |                                      |  |  |  |  |  |  |  |  |  |  |  |  |  |  |  |  |  |  |  |  |  |  |  |  |  |  |  |  |  |  |  |  |  |  |
|                                  |                                  |                                  |                                  |                                  |                                  |                                                               |                                                               |                                                               |                                                               |                                                               |                                                               |                                        |                                        |                                                                         |                                                                         |                                                                         |                                                                         |                                                                         |                                                                         |                                                |                                                |                                                |                                                |                                                |                                                |                                                |                                                | Henri II (1111 † 1167) comte de Limbourg    |                       |                                                           |                                                           |                                                           |                                                           |                                                           |                                                           |                                    |                                    |                                        |                                        |                                                          |                                                          |                                                          |                                                          |                                                          |                                                          |                                             |                                             |                                                                         |                                                                         |                                                                         |                                                                         |                                                                         |                                                                         |                                      |                                      |                                      |                                      |                                      |                                      |  |  |  |  |  |  |  |  |  |  |  |  |  |  |  |  |  |  |  |  |  |  |  |  |  |  |  |  |  |  |  |  |  |  |
|                                  |                                  |                                  |                                  |                                  |                                  |                                                               |                                                               |                                                               |                                                               |                                                               |                                                               |                                        |                                        |                                                                         |                                                                         |                                                                         |                                                                         |                                                                         |                                                                         |                                                |                                                |                                                |                                                |                                                |                                                |                                                |                                                |                                             |                       |                                                           |                                                           |                                                           |                                                           |                                                           |                                                           |                                    |                                    |                                        |                                        |                                                          |                                                          |                                                          |                                                          |                                                          |                                                          |                                             |                                             |                                                                         |                                                                         |                                                                         |                                                                         |                                                                         |                                                                         |                                      |                                      |                                      |                                      |                                      |                                      |  |  |  |  |  |  |  |  |  |  |  |  |  |  |  |  |  |  |  |  |  |  |  |  |  |  |  |  |  |  |  |  |  |  |
|                                  |                                  |                                  |                                  |                                  |                                  |                                                               |                                                               |                                                               |                                                               |                                                               |                                                               |                                        |                                        |                                                                         |                                                                         |                                                                         |                                                                         |                                                                         |                                                                         |                                                |                                                |                                                |                                                |                                                |                                                |                                                |                                                | Henri III (1140 † 1221) comte de Limbourg   |                       |                                                           |                                                           |                                                           |                                                           |                                                           |                                                           |                                    |                                    |                                        |                                        |                                                          |                                                          |                                                          |                                                          |                                                          |                                                          |                                             |                                             |                                                                         |                                                                         |                                                                         |                                                                         |                                                                         |                                                                         |                                      |                                      |                                      |                                      |                                      |                                      |  |  |  |  |  |  |  |  |  |  |  |  |  |  |  |  |  |  |  |  |  |  |  |  |  |  |  |  |  |  |  |  |  |  |
|                                  |                                  |                                  |                                  |                                  |                                  |                                                               |                                                               |                                                               |                                                               |                                                               |                                                               |                                        |                                        |                                                                         |                                                                         |                                                                         |                                                                         |                                                                         |                                                                         |                                                |                                                |                                                |                                                |                                                |                                                |                                                |                                                |                                             |                       |                                                           |                                                           |                                                           |                                                           |                                                           |                                                           |                                    |                                    |                                        |                                        |                                                          |                                                          |                                                          |                                                          |                                                          |                                                          |                                             |                                             |                                                                         |                                                                         |                                                                         |                                                                         |                                                                         |                                                                         |                                      |                                      |                                      |                                      |                                      |                                      |  |  |  |  |  |  |  |  |  |  |  |  |  |  |  |  |  |  |  |  |  |  |  |  |  |  |  |  |  |  |  |  |  |  |
|                                  |                                  |                                  |                                  |                                  |                                  |                                                               |                                                               |                                                               |                                                               |                                                               |                                                               |                                        |                                        |                                                                         |                                                                         |                                                                         |                                                                         |                                                                         |                                                                         |                                                |                                                |                                                |                                                |                                                |                                                |                                                |                                                | Waléran III (1180 † 1226) comte de Limbourg |                       |                                                           |                                                           |                                                           |                                                           |                                                           |                                                           |                                    |                                    |                                        |                                        |                                                          |                                                          |                                                          |                                                          |                                                          |                                                          |                                             |                                             |                                                                         |                                                                         |                                                                         |                                                                         |                                                                         |                                                                         |                                      |                                      |                                      |                                      |                                      |                                      |  |  |  |  |  |  |  |  |  |  |  |  |  |  |  |  |  |  |  |  |  |  |  |  |  |  |  |  |  |  |  |  |  |  |
|                                  |                                  |                                  |                                  |                                  |                                  |                                                               |                                                               |                                                               |                                                               |                                                               |                                                               |                                        |                                        |                                                                         |                                                                         |                                                                         |                                                                         |                                                                         |                                                                         |                                                |                                                |                                                |                                                |                                                |                                                |                                                |                                                |                                             |                       |                                                           |                                                           |                                                           |                                                           |                                                           |                                                           |                                    |                                    |                                        |                                        |                                                          |                                                          |                                                          |                                                          |                                                          |                                                          |                                             |                                             |                                                                         |                                                                         |                                                                         |                                                                         |                                                                         |                                                                         |                                      |                                      |                                      |                                      |                                      |                                      |  |  |  |  |  |  |  |  |  |  |  |  |  |  |  |  |  |  |  |  |  |  |  |  |  |  |  |  |  |  |  |  |  |  |
|                                  |                                  |                                  |                                  |                                  |                                  |                                                               |                                                               |                                                               |                                                               |                                                               |                                                               |                                        |                                        |                                                                         |                                                                         |                                                                         |                                                                         |                                                                         |                                                                         |                                                |                                                |                                                |                                                |                                                |                                                |                                                |                                                |                                             |                       |                                                           |                                                           |                                                           |                                                           |                                                           |                                                           |                                    |                                    |                                        |                                        |                                                          |                                                          |                                                          |                                                          |                                                          |                                                          |                                             |                                             |                                                                         |                                                                         |                                                                         |                                                                         |                                                                         |                                                                         |                                      |                                      |                                      |                                      |                                      |                                      |  |  |  |  |  |  |  |  |  |  |  |  |  |  |  |  |  |  |  |  |  |  |  |  |  |  |  |  |  |  |  |  |  |  |
|                                  |                                  |                                  |                                  |                                  |                                  |                                                               |                                                               |                                                               |                                                               |                                                               |                                                               |                                        |                                        |                                                                         |                                                                         |                                                                         |                                                                         | Henri IV († 1247) comte de Limbourg et de Berg                          | Henri IV († 1247) comte de Limbourg et de Berg                          | Henri IV († 1247) comte de Limbourg et de Berg | Henri IV († 1247) comte de Limbourg et de Berg | Henri IV († 1247) comte de Limbourg et de Berg | Henri IV († 1247) comte de Limbourg et de Berg |                                                |                                                |                                                |                                                |                                             |                       |                                                           |                                                           |                                                           |                                                           | Waléran († 1242) sgr Fauquemont                           | Waléran († 1242) sgr Fauquemont                           | Waléran († 1242) sgr Fauquemont    | Waléran († 1242) sgr Fauquemont    | Waléran († 1242) sgr Fauquemont        | Waléran († 1242) sgr Fauquemont        |                                                          |                                                          |                                                          |                                                          | Henri V (1217 † 1281) comte de Luxembourg                | Henri V (1217 † 1281) comte de Luxembourg                | Henri V (1217 † 1281) comte de Luxembourg   | Henri V (1217 † 1281) comte de Luxembourg   | Henri V (1217 † 1281) comte de Luxembourg                               | Henri V (1217 † 1281) comte de Luxembourg                               |                                                                         |                                                                         | Gérard († 1276) comte de Durbuy                                         | Gérard († 1276) comte de Durbuy                                         | Gérard († 1276) comte de Durbuy      | Gérard († 1276) comte de Durbuy      | Gérard († 1276) comte de Durbuy      | Gérard († 1276) comte de Durbuy      |                                      |                                      |  |  |  |  |  |  |  |  |  |  |  |  |  |  |  |  |  |  |  |  |  |  |  |  |  |  |  |  |  |  |  |  |  |  |
|                                  |                                  |                                  |                                  |                                  |                                  |                                                               |                                                               |                                                               |                                                               |                                                               |                                                               |                                        |                                        |                                                                         |                                                                         |                                                                         |                                                                         | Henri IV († 1247) comte de Limbourg et de Berg                          | Henri IV († 1247) comte de Limbourg et de Berg                          | Henri IV († 1247) comte de Limbourg et de Berg | Henri IV († 1247) comte de Limbourg et de Berg | Henri IV († 1247) comte de Limbourg et de Berg | Henri IV († 1247) comte de Limbourg et de Berg |                                                |                                                |                                                |                                                |                                             |                       |                                                           |                                                           |                                                           |                                                           | Waléran († 1242) sgr Fauquemont                           | Waléran († 1242) sgr Fauquemont                           | Waléran († 1242) sgr Fauquemont    | Waléran († 1242) sgr Fauquemont    | Waléran († 1242) sgr Fauquemont        | Waléran († 1242) sgr Fauquemont        |                                                          |                                                          |                                                          |                                                          | Henri V (1217 † 1281) comte de Luxembourg                | Henri V (1217 † 1281) comte de Luxembourg                | Henri V (1217 † 1281) comte de Luxembourg   | Henri V (1217 † 1281) comte de Luxembourg   | Henri V (1217 † 1281) comte de Luxembourg                               | Henri V (1217 † 1281) comte de Luxembourg                               |                                                                         |                                                                         | Gérard († 1276) comte de Durbuy                                         | Gérard († 1276) comte de Durbuy                                         | Gérard († 1276) comte de Durbuy      | Gérard († 1276) comte de Durbuy      | Gérard († 1276) comte de Durbuy      | Gérard († 1276) comte de Durbuy      |                                      |                                      |  |  |  |  |  |  |  |  |  |  |  |  |  |  |  |  |  |  |  |  |  |  |  |  |  |  |  |  |  |  |  |  |  |  |
|                                  |                                  |                                  |                                  |                                  |                                  |                                                               |                                                               |                                                               |                                                               |                                                               |                                                               |                                        |                                        |                                                                         |                                                                         |                                                                         |                                                                         |                                                                         |                                                                         |                                                |                                                |                                                |                                                |                                                |                                                |                                                |                                                |                                             |                       |                                                           |                                                           |                                                           |                                                           |                                                           |                                                           |                                    |                                    |                                        |                                        |                                                          |                                                          |                                                          |                                                          |                                                          |                                                          |                                             |                                             |                                                                         |                                                                         |                                                                         |                                                                         |                                                                         |                                                                         |                                      |                                      |                                      |                                      |                                      |                                      |  |  |  |  |  |  |  |  |  |  |  |  |  |  |  |  |  |  |  |  |  |  |  |  |  |  |  |  |  |  |  |  |  |  |
|                                  |                                  |                                  |                                  |                                  |                                  |                                                               |                                                               | Adolphe IV (1220 † 1259) comte de Berg                        | Adolphe IV (1220 † 1259) comte de Berg                        | Adolphe IV (1220 † 1259) comte de Berg                        | Adolphe IV (1220 † 1259) comte de Berg                        | Adolphe IV (1220 † 1259) comte de Berg | Adolphe IV (1220 † 1259) comte de Berg |                                                                         |                                                                         |                                                                         |                                                                         |                                                                         |                                                                         |                                                |                                                |                                                |                                                |                                                |                                                |                                                |                                                |                                             |                       |                                                           |                                                           | Waléran IV († 1279) comte Limbourg                        | Waléran IV († 1279) comte Limbourg                        | Waléran IV († 1279) comte Limbourg                        | Waléran IV († 1279) comte Limbourg                        | Waléran IV († 1279) comte Limbourg | Waléran IV († 1279) comte Limbourg |                                        |                                        | Henri VI (1250 † 1288) comte de Luxembourg               | Henri VI (1250 † 1288) comte de Luxembourg               | Henri VI (1250 † 1288) comte de Luxembourg               | Henri VI (1250 † 1288) comte de Luxembourg               | Henri VI (1250 † 1288) comte de Luxembourg               | Henri VI (1250 † 1288) comte de Luxembourg               |                                             |                                             | Waléran Ier (1252† 1288) seigneur de Ligny                              | Waléran Ier (1252† 1288) seigneur de Ligny                              | Waléran Ier (1252† 1288) seigneur de Ligny                              | Waléran Ier (1252† 1288) seigneur de Ligny                              | Waléran Ier (1252† 1288) seigneur de Ligny                              | Waléran Ier (1252† 1288) seigneur de Ligny                              |                                      |                                      |                                      |                                      |                                      |                                      |  |  |  |  |  |  |  |  |  |  |  |  |  |  |  |  |  |  |  |  |  |  |  |  |  |  |  |  |  |  |  |  |  |  |
|                                  |                                  |                                  |                                  |                                  |                                  |                                                               |                                                               | Adolphe IV (1220 † 1259) comte de Berg                        | Adolphe IV (1220 † 1259) comte de Berg                        | Adolphe IV (1220 † 1259) comte de Berg                        | Adolphe IV (1220 † 1259) comte de Berg                        | Adolphe IV (1220 † 1259) comte de Berg | Adolphe IV (1220 † 1259) comte de Berg |                                                                         |                                                                         |                                                                         |                                                                         |                                                                         |                                                                         |                                                |                                                |                                                |                                                |                                                |                                                |                                                |                                                |                                             |                       |                                                           |                                                           | Waléran IV († 1279) comte Limbourg                        | Waléran IV († 1279) comte Limbourg                        | Waléran IV († 1279) comte Limbourg                        | Waléran IV († 1279) comte Limbourg                        | Waléran IV († 1279) comte Limbourg | Waléran IV († 1279) comte Limbourg |                                        |                                        | Henri VI (1250 † 1288) comte de Luxembourg               | Henri VI (1250 † 1288) comte de Luxembourg               | Henri VI (1250 † 1288) comte de Luxembourg               | Henri VI (1250 † 1288) comte de Luxembourg               | Henri VI (1250 † 1288) comte de Luxembourg               | Henri VI (1250 † 1288) comte de Luxembourg               |                                             |                                             | Waléran Ier (1252† 1288) seigneur de Ligny                              | Waléran Ier (1252† 1288) seigneur de Ligny                              | Waléran Ier (1252† 1288) seigneur de Ligny                              | Waléran Ier (1252† 1288) seigneur de Ligny                              | Waléran Ier (1252† 1288) seigneur de Ligny                              | Waléran Ier (1252† 1288) seigneur de Ligny                              |                                      |                                      |                                      |                                      |                                      |                                      |  |  |  |  |  |  |  |  |  |  |  |  |  |  |  |  |  |  |  |  |  |  |  |  |  |  |  |  |  |  |  |  |  |  |
|                                  |                                  |                                  |                                  |                                  |                                  |                                                               |                                                               |                                                               |                                                               |                                                               |                                                               |                                        |                                        |                                                                         |                                                                         |                                                                         |                                                                         |                                                                         |                                                                         |                                                |                                                |                                                |                                                |                                                |                                                |                                                |                                                |                                             |                       |                                                           |                                                           |                                                           |                                                           |                                                           |                                                           |                                    |                                    |                                        |                                        |                                                          |                                                          |                                                          |                                                          |                                                          |                                                          |                                             |                                             |                                                                         |                                                                         |                                                                         |                                                                         |                                                                         |                                                                         |                                      |                                      |                                      |                                      |                                      |                                      |  |  |  |  |  |  |  |  |  |  |  |  |  |  |  |  |  |  |  |  |  |  |  |  |  |  |  |  |  |  |  |  |  |  |
| Adolphe V († 1296) comte de Berg | Adolphe V († 1296) comte de Berg | Adolphe V († 1296) comte de Berg | Adolphe V († 1296) comte de Berg | Adolphe V († 1296) comte de Berg | Adolphe V († 1296) comte de Berg |                                                               |                                                               | Guillaume Ier († 1308) comte de Berg                          | Guillaume Ier († 1308) comte de Berg                          | Guillaume Ier († 1308) comte de Berg                          | Guillaume Ier († 1308) comte de Berg                          | Guillaume Ier († 1308) comte de Berg   | Guillaume Ier († 1308) comte de Berg   |                                                                         |                                                                         | Henri de Berg († 1292)                                                  | Henri de Berg († 1292)                                                  | Henri de Berg († 1292)                                                  | Henri de Berg († 1292)                                                  | Henri de Berg († 1292)                         | Henri de Berg († 1292)                         |                                                |                                                | Renaud Ier de Gueldre                          | Renaud Ier de Gueldre                          | Renaud Ier de Gueldre                          | Renaud Ier de Gueldre                          | Renaud Ier de Gueldre                       | Renaud Ier de Gueldre |                                                           |                                                           | Ermengarde († 1283)                                       | Ermengarde († 1283)                                       | Ermengarde († 1283)                                       | Ermengarde († 1283)                                       | Ermengarde († 1283)                | Ermengarde († 1283)                |                                        |                                        | Henri VII (1275 † 1313) empereur germanique              | Henri VII (1275 † 1313) empereur germanique              | Henri VII (1275 † 1313) empereur germanique              | Henri VII (1275 † 1313) empereur germanique              | Henri VII (1275 † 1313) empereur germanique              | Henri VII (1275 † 1313) empereur germanique              |                                             |                                             | Waléran II (1275 † 1354) seigneur de Ligny                              | Waléran II (1275 † 1354) seigneur de Ligny                              | Waléran II (1275 † 1354) seigneur de Ligny                              | Waléran II (1275 † 1354) seigneur de Ligny                              | Waléran II (1275 † 1354) seigneur de Ligny                              | Waléran II (1275 † 1354) seigneur de Ligny                              |                                      |                                      |                                      |                                      |                                      |                                      |  |  |  |  |  |  |  |  |  |  |  |  |  |  |  |  |  |  |  |  |  |  |  |  |  |  |  |  |  |  |  |  |  |  |
| Adolphe V († 1296) comte de Berg | Adolphe V († 1296) comte de Berg | Adolphe V († 1296) comte de Berg | Adolphe V († 1296) comte de Berg | Adolphe V († 1296) comte de Berg | Adolphe V († 1296) comte de Berg |                                                               |                                                               | Guillaume Ier († 1308) comte de Berg                          | Guillaume Ier († 1308) comte de Berg                          | Guillaume Ier († 1308) comte de Berg                          | Guillaume Ier († 1308) comte de Berg                          | Guillaume Ier († 1308) comte de Berg   | Guillaume Ier († 1308) comte de Berg   |                                                                         |                                                                         | Henri de Berg († 1292)                                                  | Henri de Berg († 1292)                                                  | Henri de Berg († 1292)                                                  | Henri de Berg († 1292)                                                  | Henri de Berg († 1292)                         | Henri de Berg († 1292)                         |                                                |                                                | Renaud Ier de Gueldre                          | Renaud Ier de Gueldre                          | Renaud Ier de Gueldre                          | Renaud Ier de Gueldre                          | Renaud Ier de Gueldre                       | Renaud Ier de Gueldre |                                                           |                                                           | Ermengarde († 1283)                                       | Ermengarde († 1283)                                       | Ermengarde († 1283)                                       | Ermengarde († 1283)                                       | Ermengarde († 1283)                | Ermengarde († 1283)                |                                        |                                        | Henri VII (1275 † 1313) empereur germanique              | Henri VII (1275 † 1313) empereur germanique              | Henri VII (1275 † 1313) empereur germanique              | Henri VII (1275 † 1313) empereur germanique              | Henri VII (1275 † 1313) empereur germanique              | Henri VII (1275 † 1313) empereur germanique              |                                             |                                             | Waléran II (1275 † 1354) seigneur de Ligny                              | Waléran II (1275 † 1354) seigneur de Ligny                              | Waléran II (1275 † 1354) seigneur de Ligny                              | Waléran II (1275 † 1354) seigneur de Ligny                              | Waléran II (1275 † 1354) seigneur de Ligny                              | Waléran II (1275 † 1354) seigneur de Ligny                              |                                      |                                      |                                      |                                      |                                      |                                      |  |  |  |  |  |  |  |  |  |  |  |  |  |  |  |  |  |  |  |  |  |  |  |  |  |  |  |  |  |  |  |  |  |  |
|                                  |                                  |                                  |                                  |                                  |                                  |                                                               |                                                               |                                                               |                                                               |                                                               |                                                               |                                        |                                        |                                                                         |                                                                         |                                                                         |                                                                         |                                                                         |                                                                         |                                                |                                                |                                                |                                                |                                                |                                                |                                                |                                                |                                             |                       |                                                           |                                                           |                                                           |                                                           |                                                           |                                                           |                                    |                                    |                                        |                                        |                                                          |                                                          |                                                          |                                                          |                                                          |                                                          |                                             |                                             |                                                                         |                                                                         |                                                                         |                                                                         |                                                                         |                                                                         |                                      |                                      |                                      |                                      |                                      |                                      |  |  |  |  |  |  |  |  |  |  |  |  |  |  |  |  |  |  |  |  |  |  |  |  |  |  |  |  |  |  |  |  |  |  |
|                                  |                                  |                                  |                                  |                                  |                                  |                                                               |                                                               |                                                               |                                                               |                                                               |                                                               |                                        |                                        |                                                                         |                                                                         | Adolphe VI († 1348) comte de Berg                                       | Adolphe VI († 1348) comte de Berg                                       | Adolphe VI († 1348) comte de Berg                                       | Adolphe VI († 1348) comte de Berg                                       | Adolphe VI († 1348) comte de Berg              | Adolphe VI († 1348) comte de Berg              |                                                |                                                |                                                |                                                |                                                |                                                |                                             |                       |                                                           |                                                           |                                                           |                                                           |                                                           |                                                           |                                    |                                    |                                        |                                        | Jean l'Aveugle (1296 † 1346) roi de Bohême               | Jean l'Aveugle (1296 † 1346) roi de Bohême               | Jean l'Aveugle (1296 † 1346) roi de Bohême               | Jean l'Aveugle (1296 † 1346) roi de Bohême               | Jean l'Aveugle (1296 † 1346) roi de Bohême               | Jean l'Aveugle (1296 † 1346) roi de Bohême               |                                             |                                             | Jean Ier (1300 † 1364) seigneur de Ligny                                | Jean Ier (1300 † 1364) seigneur de Ligny                                | Jean Ier (1300 † 1364) seigneur de Ligny                                | Jean Ier (1300 † 1364) seigneur de Ligny                                | Jean Ier (1300 † 1364) seigneur de Ligny                                | Jean Ier (1300 † 1364) seigneur de Ligny                                |                                      |                                      |                                      |                                      |                                      |                                      |  |  |  |  |  |  |  |  |  |  |  |  |  |  |  |  |  |  |  |  |  |  |  |  |  |  |  |  |  |  |  |  |  |  |
|                                  |                                  |                                  |                                  |                                  |                                  |                                                               |                                                               |                                                               |                                                               |                                                               |                                                               |                                        |                                        |                                                                         |                                                                         | Adolphe VI († 1348) comte de Berg                                       | Adolphe VI († 1348) comte de Berg                                       | Adolphe VI († 1348) comte de Berg                                       | Adolphe VI († 1348) comte de Berg                                       | Adolphe VI († 1348) comte de Berg              | Adolphe VI († 1348) comte de Berg              |                                                |                                                |                                                |                                                |                                                |                                                |                                             |                       |                                                           |                                                           |                                                           |                                                           |                                                           |                                                           |                                    |                                    |                                        |                                        | Jean l'Aveugle (1296 † 1346) roi de Bohême               | Jean l'Aveugle (1296 † 1346) roi de Bohême               | Jean l'Aveugle (1296 † 1346) roi de Bohême               | Jean l'Aveugle (1296 † 1346) roi de Bohême               | Jean l'Aveugle (1296 † 1346) roi de Bohême               | Jean l'Aveugle (1296 † 1346) roi de Bohême               |                                             |                                             | Jean Ier (1300 † 1364) seigneur de Ligny                                | Jean Ier (1300 † 1364) seigneur de Ligny                                | Jean Ier (1300 † 1364) seigneur de Ligny                                | Jean Ier (1300 † 1364) seigneur de Ligny                                | Jean Ier (1300 † 1364) seigneur de Ligny                                | Jean Ier (1300 † 1364) seigneur de Ligny                                |                                      |                                      |                                      |                                      |                                      |                                      |  |  |  |  |  |  |  |  |  |  |  |  |  |  |  |  |  |  |  |  |  |  |  |  |  |  |  |  |  |  |  |  |  |  |
|                                  |                                  |                                  |                                  |                                  |                                  |                                                               |                                                               |                                                               |                                                               |                                                               |                                                               |                                        |                                        |                                                                         |                                                                         |                                                                         |                                                                         |                                                                         |                                                                         |                                                |                                                |                                                |                                                |                                                |                                                |                                                |                                                |                                             |                       |                                                           |                                                           |                                                           |                                                           |                                                           |                                                           |                                    |                                    |                                        |                                        |                                                          |                                                          |                                                          |                                                          |                                                          |                                                          |                                             |                                             |                                                                         |                                                                         |                                                                         |                                                                         |                                                                         |                                                                         |                                      |                                      |                                      |                                      |                                      |                                      |  |  |  |  |  |  |  |  |  |  |  |  |  |  |  |  |  |  |  |  |  |  |  |  |  |  |  |  |  |  |  |  |  |  |
|                                  |                                  |                                  |                                  |                                  |                                  |                                                               |                                                               |                                                               |                                                               |                                                               |                                                               |                                        |                                        | Charles IV (1316 † 1378) empereur germanique roi de Bohême              | Charles IV (1316 † 1378) empereur germanique roi de Bohême              | Charles IV (1316 † 1378) empereur germanique roi de Bohême              | Charles IV (1316 † 1378) empereur germanique roi de Bohême              | Charles IV (1316 † 1378) empereur germanique roi de Bohême              | Charles IV (1316 † 1378) empereur germanique roi de Bohême              |                                                |                                                |                                                |                                                |                                                |                                                |                                                |                                                |                                             |                       | Jean-Henri (1322 † 1372) margrave de Moravie              | Jean-Henri (1322 † 1372) margrave de Moravie              | Jean-Henri (1322 † 1372) margrave de Moravie              | Jean-Henri (1322 † 1372) margrave de Moravie              | Jean-Henri (1322 † 1372) margrave de Moravie              | Jean-Henri (1322 † 1372) margrave de Moravie              |                                    |                                    |                                        |                                        | Wenceslas Ier (1337 † 1383) duc de Luxembourg            | Wenceslas Ier (1337 † 1383) duc de Luxembourg            | Wenceslas Ier (1337 † 1383) duc de Luxembourg            | Wenceslas Ier (1337 † 1383) duc de Luxembourg            | Wenceslas Ier (1337 † 1383) duc de Luxembourg            | Wenceslas Ier (1337 † 1383) duc de Luxembourg            |                                             |                                             | Guy (1340 † 1371) seigneur de Ligny et de Saint-Pol                     | Guy (1340 † 1371) seigneur de Ligny et de Saint-Pol                     | Guy (1340 † 1371) seigneur de Ligny et de Saint-Pol                     | Guy (1340 † 1371) seigneur de Ligny et de Saint-Pol                     | Guy (1340 † 1371) seigneur de Ligny et de Saint-Pol                     | Guy (1340 † 1371) seigneur de Ligny et de Saint-Pol                     |                                      |                                      |                                      |                                      |                                      |                                      |  |  |  |  |  |  |  |  |  |  |  |  |  |  |  |  |  |  |  |  |  |  |  |  |  |  |  |  |  |  |  |  |  |  |
|                                  |                                  |                                  |                                  |                                  |                                  |                                                               |                                                               |                                                               |                                                               |                                                               |                                                               |                                        |                                        | Charles IV (1316 † 1378) empereur germanique roi de Bohême              | Charles IV (1316 † 1378) empereur germanique roi de Bohême              | Charles IV (1316 † 1378) empereur germanique roi de Bohême              | Charles IV (1316 † 1378) empereur germanique roi de Bohême              | Charles IV (1316 † 1378) empereur germanique roi de Bohême              | Charles IV (1316 † 1378) empereur germanique roi de Bohême              |                                                |                                                |                                                |                                                |                                                |                                                |                                                |                                                |                                             |                       | Jean-Henri (1322 † 1372) margrave de Moravie              | Jean-Henri (1322 † 1372) margrave de Moravie              | Jean-Henri (1322 † 1372) margrave de Moravie              | Jean-Henri (1322 † 1372) margrave de Moravie              | Jean-Henri (1322 † 1372) margrave de Moravie              | Jean-Henri (1322 † 1372) margrave de Moravie              |                                    |                                    |                                        |                                        | Wenceslas Ier (1337 † 1383) duc de Luxembourg            | Wenceslas Ier (1337 † 1383) duc de Luxembourg            | Wenceslas Ier (1337 † 1383) duc de Luxembourg            | Wenceslas Ier (1337 † 1383) duc de Luxembourg            | Wenceslas Ier (1337 † 1383) duc de Luxembourg            | Wenceslas Ier (1337 † 1383) duc de Luxembourg            |                                             |                                             | Guy (1340 † 1371) seigneur de Ligny et de Saint-Pol                     | Guy (1340 † 1371) seigneur de Ligny et de Saint-Pol                     | Guy (1340 † 1371) seigneur de Ligny et de Saint-Pol                     | Guy (1340 † 1371) seigneur de Ligny et de Saint-Pol                     | Guy (1340 † 1371) seigneur de Ligny et de Saint-Pol                     | Guy (1340 † 1371) seigneur de Ligny et de Saint-Pol                     |                                      |                                      |                                      |                                      |                                      |                                      |  |  |  |  |  |  |  |  |  |  |  |  |  |  |  |  |  |  |  |  |  |  |  |  |  |  |  |  |  |  |  |  |  |  |
|                                  |                                  |                                  |                                  |                                  |                                  |                                                               |                                                               |                                                               |                                                               |                                                               |                                                               |                                        |                                        |                                                                         |                                                                         |                                                                         |                                                                         |                                                                         |                                                                         |                                                |                                                |                                                |                                                |                                                |                                                |                                                |                                                |                                             |                       |                                                           |                                                           |                                                           |                                                           |                                                           |                                                           |                                    |                                    |                                        |                                        |                                                          |                                                          |                                                          |                                                          |                                                          |                                                          |                                             |                                             |                                                                         |                                                                         |                                                                         |                                                                         |                                                                         |                                                                         |                                      |                                      |                                      |                                      |                                      |                                      |  |  |  |  |  |  |  |  |  |  |  |  |  |  |  |  |  |  |  |  |  |  |  |  |  |  |  |  |  |  |  |  |  |  |
|                                  |                                  |                                  |                                  |                                  |                                  | Wenceslas Ier (1361 † 1419) empereur germanique roi de Bohême | Wenceslas Ier (1361 † 1419) empereur germanique roi de Bohême | Wenceslas Ier (1361 † 1419) empereur germanique roi de Bohême | Wenceslas Ier (1361 † 1419) empereur germanique roi de Bohême | Wenceslas Ier (1361 † 1419) empereur germanique roi de Bohême | Wenceslas Ier (1361 † 1419) empereur germanique roi de Bohême |                                        |                                        | Sigismond (1368 † 1437) empereur germanique roi de Bohême et de Hongrie | Sigismond (1368 † 1437) empereur germanique roi de Bohême et de Hongrie | Sigismond (1368 † 1437) empereur germanique roi de Bohême et de Hongrie | Sigismond (1368 † 1437) empereur germanique roi de Bohême et de Hongrie | Sigismond (1368 † 1437) empereur germanique roi de Bohême et de Hongrie | Sigismond (1368 † 1437) empereur germanique roi de Bohême et de Hongrie |                                                |                                                | Jean (1370 † 1396) duc de Goerlitz             | Jean (1370 † 1396) duc de Goerlitz             | Jean (1370 † 1396) duc de Goerlitz             | Jean (1370 † 1396) duc de Goerlitz             | Jean (1370 † 1396) duc de Goerlitz             | Jean (1370 † 1396) duc de Goerlitz             |                                             |                       | Jobst (1351 † 1411) margrave de Moravie et de Brandebourg | Jobst (1351 † 1411) margrave de Moravie et de Brandebourg | Jobst (1351 † 1411) margrave de Moravie et de Brandebourg | Jobst (1351 † 1411) margrave de Moravie et de Brandebourg | Jobst (1351 † 1411) margrave de Moravie et de Brandebourg | Jobst (1351 † 1411) margrave de Moravie et de Brandebourg |                                    |                                    |                                        |                                        | Waléran III (1356 † 1415) comte de Ligny et de Saint-Pol | Waléran III (1356 † 1415) comte de Ligny et de Saint-Pol | Waléran III (1356 † 1415) comte de Ligny et de Saint-Pol | Waléran III (1356 † 1415) comte de Ligny et de Saint-Pol | Waléran III (1356 † 1415) comte de Ligny et de Saint-Pol | Waléran III (1356 † 1415) comte de Ligny et de Saint-Pol |                                             |                                             | Jean (1370 † 1397) seigneur de Beauvoir et comte de Brienne             | Jean (1370 † 1397) seigneur de Beauvoir et comte de Brienne             | Jean (1370 † 1397) seigneur de Beauvoir et comte de Brienne             | Jean (1370 † 1397) seigneur de Beauvoir et comte de Brienne             | Jean (1370 † 1397) seigneur de Beauvoir et comte de Brienne             | Jean (1370 † 1397) seigneur de Beauvoir et comte de Brienne             |                                      |                                      |                                      |                                      |                                      |                                      |  |  |  |  |  |  |  |  |  |  |  |  |  |  |  |  |  |  |  |  |  |  |  |  |  |  |  |  |  |  |  |  |  |  |
|                                  |                                  |                                  |                                  |                                  |                                  | Wenceslas Ier (1361 † 1419) empereur germanique roi de Bohême | Wenceslas Ier (1361 † 1419) empereur germanique roi de Bohême | Wenceslas Ier (1361 † 1419) empereur germanique roi de Bohême | Wenceslas Ier (1361 † 1419) empereur germanique roi de Bohême | Wenceslas Ier (1361 † 1419) empereur germanique roi de Bohême | Wenceslas Ier (1361 † 1419) empereur germanique roi de Bohême |                                        |                                        | Sigismond (1368 † 1437) empereur germanique roi de Bohême et de Hongrie | Sigismond (1368 † 1437) empereur germanique roi de Bohême et de Hongrie | Sigismond (1368 † 1437) empereur germanique roi de Bohême et de Hongrie | Sigismond (1368 † 1437) empereur germanique roi de Bohême et de Hongrie | Sigismond (1368 † 1437) empereur germanique roi de Bohême et de Hongrie | Sigismond (1368 † 1437) empereur germanique roi de Bohême et de Hongrie |                                                |                                                | Jean (1370 † 1396) duc de Goerlitz             | Jean (1370 † 1396) duc de Goerlitz             | Jean (1370 † 1396) duc de Goerlitz             | Jean (1370 † 1396) duc de Goerlitz             | Jean (1370 † 1396) duc de Goerlitz             | Jean (1370 † 1396) duc de Goerlitz             |                                             |                       | Jobst (1351 † 1411) margrave de Moravie et de Brandebourg | Jobst (1351 † 1411) margrave de Moravie et de Brandebourg | Jobst (1351 † 1411) margrave de Moravie et de Brandebourg | Jobst (1351 † 1411) margrave de Moravie et de Brandebourg | Jobst (1351 † 1411) margrave de Moravie et de Brandebourg | Jobst (1351 † 1411) margrave de Moravie et de Brandebourg |                                    |                                    |                                        |                                        | Waléran III (1356 † 1415) comte de Ligny et de Saint-Pol | Waléran III (1356 † 1415) comte de Ligny et de Saint-Pol | Waléran III (1356 † 1415) comte de Ligny et de Saint-Pol | Waléran III (1356 † 1415) comte de Ligny et de Saint-Pol | Waléran III (1356 † 1415) comte de Ligny et de Saint-Pol | Waléran III (1356 † 1415) comte de Ligny et de Saint-Pol |                                             |                                             | Jean (1370 † 1397) seigneur de Beauvoir et comte de Brienne             | Jean (1370 † 1397) seigneur de Beauvoir et comte de Brienne             | Jean (1370 † 1397) seigneur de Beauvoir et comte de Brienne             | Jean (1370 † 1397) seigneur de Beauvoir et comte de Brienne             | Jean (1370 † 1397) seigneur de Beauvoir et comte de Brienne             | Jean (1370 † 1397) seigneur de Beauvoir et comte de Brienne             |                                      |                                      |                                      |                                      |                                      |                                      |  |  |  |  |  |  |  |  |  |  |  |  |  |  |  |  |  |  |  |  |  |  |  |  |  |  |  |  |  |  |  |  |  |  |
|                                  |                                  |                                  |                                  |                                  |                                  |                                                               |                                                               |                                                               |                                                               |                                                               |                                                               |                                        |                                        |                                                                         |                                                                         |                                                                         |                                                                         |                                                                         |                                                                         |                                                |                                                |                                                |                                                |                                                |                                                |                                                |                                                |                                             |                       |                                                           |                                                           |                                                           |                                                           |                                                           |                                                           |                                    |                                    |                                        |                                        |                                                          |                                                          |                                                          |                                                          |                                                          |                                                          |                                             |                                             |                                                                         |                                                                         |                                                                         |                                                                         |                                                                         |                                                                         |                                      |                                      |                                      |                                      |                                      |                                      |  |  |  |  |  |  |  |  |  |  |  |  |  |  |  |  |  |  |  |  |  |  |  |  |  |  |  |  |  |  |  |  |  |  |
|                                  |                                  |                                  |                                  |                                  |                                  | Albert II de Habsbourg                                        | Albert II de Habsbourg                                        | Albert II de Habsbourg                                        | Albert II de Habsbourg                                        | Albert II de Habsbourg                                        | Albert II de Habsbourg                                        |                                        |                                        | Élisabeth (1409 † 1442)                                                 | Élisabeth (1409 † 1442)                                                 | Élisabeth (1409 † 1442)                                                 | Élisabeth (1409 † 1442)                                                 | Élisabeth (1409 † 1442)                                                 | Élisabeth (1409 † 1442)                                                 |                                                |                                                | Élisabeth (1390 † 1453) duchesse de Luxembourg | Élisabeth (1390 † 1453) duchesse de Luxembourg | Élisabeth (1390 † 1453) duchesse de Luxembourg | Élisabeth (1390 † 1453) duchesse de Luxembourg | Élisabeth (1390 † 1453) duchesse de Luxembourg | Élisabeth (1390 † 1453) duchesse de Luxembourg |                                             |                       |                                                           |                                                           |                                                           |                                                           |                                                           |                                                           |                                    |                                    |                                        |                                        |                                                          |                                                          |                                                          |                                                          | Pierre Ier (1390 † 1433) comte de Saint-Pol              | Pierre Ier (1390 † 1433) comte de Saint-Pol              | Pierre Ier (1390 † 1433) comte de Saint-Pol | Pierre Ier (1390 † 1433) comte de Saint-Pol | Pierre Ier (1390 † 1433) comte de Saint-Pol                             | Pierre Ier (1390 † 1433) comte de Saint-Pol                             |                                                                         |                                                                         |                                                                         |                                                                         | Jean II (1392 † 1441) comte de Ligny | Jean II (1392 † 1441) comte de Ligny | Jean II (1392 † 1441) comte de Ligny | Jean II (1392 † 1441) comte de Ligny | Jean II (1392 † 1441) comte de Ligny | Jean II (1392 † 1441) comte de Ligny |  |  |  |  |  |  |  |  |  |  |  |  |  |  |  |  |  |  |  |  |  |  |  |  |  |  |  |  |  |  |  |  |  |  |
|                                  |                                  |                                  |                                  |                                  |                                  | Albert II de Habsbourg                                        | Albert II de Habsbourg                                        | Albert II de Habsbourg                                        | Albert II de Habsbourg                                        | Albert II de Habsbourg                                        | Albert II de Habsbourg                                        |                                        |                                        | Élisabeth (1409 † 1442)                                                 | Élisabeth (1409 † 1442)                                                 | Élisabeth (1409 † 1442)                                                 | Élisabeth (1409 † 1442)                                                 | Élisabeth (1409 † 1442)                                                 | Élisabeth (1409 † 1442)                                                 |                                                |                                                | Élisabeth (1390 † 1453) duchesse de Luxembourg | Élisabeth (1390 † 1453) duchesse de Luxembourg | Élisabeth (1390 † 1453) duchesse de Luxembourg | Élisabeth (1390 † 1453) duchesse de Luxembourg | Élisabeth (1390 † 1453) duchesse de Luxembourg | Élisabeth (1390 † 1453) duchesse de Luxembourg |                                             |                       |                                                           |                                                           |                                                           |                                                           |                                                           |                                                           |                                    |                                    |                                        |                                        |                                                          |                                                          |                                                          |                                                          | Pierre Ier (1390 † 1433) comte de Saint-Pol              | Pierre Ier (1390 † 1433) comte de Saint-Pol              | Pierre Ier (1390 † 1433) comte de Saint-Pol | Pierre Ier (1390 † 1433) comte de Saint-Pol | Pierre Ier (1390 † 1433) comte de Saint-Pol                             | Pierre Ier (1390 † 1433) comte de Saint-Pol                             |                                                                         |                                                                         |                                                                         |                                                                         | Jean II (1392 † 1441) comte de Ligny | Jean II (1392 † 1441) comte de Ligny | Jean II (1392 † 1441) comte de Ligny | Jean II (1392 † 1441) comte de Ligny | Jean II (1392 † 1441) comte de Ligny | Jean II (1392 † 1441) comte de Ligny |  |  |  |  |  |  |  |  |  |  |  |  |  |  |  |  |  |  |  |  |  |  |  |  |  |  |  |  |  |  |  |  |  |  |
|                                  |                                  |                                  |                                  |                                  |                                  |                                                               |                                                               |                                                               |                                                               |                                                               |                                                               |                                        |                                        |                                                                         |                                                                         |                                                                         |                                                                         |                                                                         |                                                                         |                                                |                                                |                                                |                                                |                                                |                                                |                                                |                                                |                                             |                       |                                                           |                                                           |                                                           |                                                           |                                                           |                                                           |                                    |                                    |                                        |                                        |                                                          |                                                          |                                                          |                                                          |                                                          |                                                          |                                             |                                             |                                                                         |                                                                         |                                                                         |                                                                         |                                                                         |                                                                         |                                      |                                      |                                      |                                      |                                      |                                      |  |  |  |  |  |  |  |  |  |  |  |  |  |  |  |  |  |  |  |  |  |  |  |  |  |  |  |  |  |  |  |  |  |  |
|                                  |                                  |                                  |                                  |                                  |                                  |                                                               |                                                               |                                                               |                                                               |                                                               |                                                               |                                        |                                        |                                                                         |                                                                         |                                                                         |                                                                         |                                                                         |                                                                         |                                                |                                                |                                                |                                                |                                                |                                                |                                                |                                                |                                             |                       |                                                           |                                                           |                                                           |                                                           |                                                           |                                                           |                                    |                                    | Louis (1418 † 1475) comte de Saint-Pol | Louis (1418 † 1475) comte de Saint-Pol | Louis (1418 † 1475) comte de Saint-Pol                   | Louis (1418 † 1475) comte de Saint-Pol                   | Louis (1418 † 1475) comte de Saint-Pol                   | Louis (1418 † 1475) comte de Saint-Pol                   |                                                          |                                                          |                                             |                                             | Thibault († 1477) seigneur de Fiennes, comte de Brienne, évêque du Mans | Thibault († 1477) seigneur de Fiennes, comte de Brienne, évêque du Mans | Thibault († 1477) seigneur de Fiennes, comte de Brienne, évêque du Mans | Thibault († 1477) seigneur de Fiennes, comte de Brienne, évêque du Mans | Thibault († 1477) seigneur de Fiennes, comte de Brienne, évêque du Mans | Thibault († 1477) seigneur de Fiennes, comte de Brienne, évêque du Mans |                                      |                                      |                                      |                                      |                                      |                                      |  |  |  |  |  |  |  |  |  |  |  |  |  |  |  |  |  |  |  |  |  |  |  |  |  |  |  |  |  |  |  |  |  |  |
|                                  |                                  |                                  |                                  |                                  |                                  |                                                               |                                                               |                                                               |                                                               |                                                               |                                                               |                                        |                                        |                                                                         |                                                                         |                                                                         |                                                                         |                                                                         |                                                                         |                                                |                                                |                                                |                                                |                                                |                                                |                                                |                                                |                                             |                       |                                                           |                                                           |                                                           |                                                           |                                                           |                                                           |                                    |                                    | Louis (1418 † 1475) comte de Saint-Pol | Louis (1418 † 1475) comte de Saint-Pol | Louis (1418 † 1475) comte de Saint-Pol                   | Louis (1418 † 1475) comte de Saint-Pol                   | Louis (1418 † 1475) comte de Saint-Pol                   | Louis (1418 † 1475) comte de Saint-Pol                   |                                                          |                                                          |                                             |                                             | Thibault († 1477) seigneur de Fiennes, comte de Brienne, évêque du Mans | Thibault († 1477) seigneur de Fiennes, comte de Brienne, évêque du Mans | Thibault († 1477) seigneur de Fiennes, comte de Brienne, évêque du Mans | Thibault († 1477) seigneur de Fiennes, comte de Brienne, évêque du Mans | Thibault († 1477) seigneur de Fiennes, comte de Brienne, évêque du Mans | Thibault († 1477) seigneur de Fiennes, comte de Brienne, évêque du Mans |                                      |                                      |                                      |                                      |                                      |                                      |  |  |  |  |  |  |  |  |  |  |  |  |  |  |  |  |  |  |  |  |  |  |  |  |  |  |  |  |  |  |  |  |  |  |
|                                  |                                  |                                  |                                  |                                  |                                  |                                                               |                                                               |                                                               |                                                               |                                                               |                                                               |                                        |                                        |                                                                         |                                                                         |                                                                         |                                                                         |                                                                         |                                                                         |                                                |                                                |                                                |                                                |                                                |                                                |                                                |                                                |                                             |                       |                                                           |                                                           |                                                           |                                                           |                                                           |                                                           |                                    |                                    | Pierre II († 1482) comte de Saint-Pol  | Pierre II († 1482) comte de Saint-Pol  | Pierre II († 1482) comte de Saint-Pol                    | Pierre II († 1482) comte de Saint-Pol                    | Pierre II († 1482) comte de Saint-Pol                    | Pierre II († 1482) comte de Saint-Pol                    |                                                          |                                                          |                                             |                                             | Jacques († 1487) seigneur de Fiennes et de Gavre                        | Jacques († 1487) seigneur de Fiennes et de Gavre                        | Jacques († 1487) seigneur de Fiennes et de Gavre                        | Jacques († 1487) seigneur de Fiennes et de Gavre                        | Jacques († 1487) seigneur de Fiennes et de Gavre                        | Jacques († 1487) seigneur de Fiennes et de Gavre                        |                                      |                                      |                                      |                                      |                                      |                                      |  |  |  |  |  |  |  |  |  |  |  |  |  |  |  |  |  |  |  |  |  |  |  |  |  |  |  |  |  |  |  |  |  |  |

## Luxembourg

### Armoiries
Les comtes de Luxembourg à la fin du Moyen Âge portaient : burelé d'argent et d'azur de dix pièces, au lion de gueules, armé, lampassé et couronné d'or brochant sur le tout
Le terme brochant sur le tout compris dans le blasonnement indique qu'il ne s'agit pas d'une brisure d'armoiries, mais d'une association de deux armoiries :
- un lion
- un burelé

#### Le Burelé
C'est Henri V le Blond, comte de Luxembourg, fils de Waléran III de Limbourg et d'Ermesinde de Luxembourg, qui ajoute le burelé à ses armes. Les armes des comtes de Luxembourg antérieurs à Ermesinde ne sont pas connues, et l'on est réduit à émettre des hypothèses concernant ce burelé.
La première constatation est que, dans la maison de Limbourg, le burelé n’apparaît que dans la descendance du mariage de Waléran et d'Ermesinde de Luxembourg :
|                           |                           |                           |                           | Cunégonde de Lorraine                 | Cunégonde de Lorraine                 | Cunégonde de Lorraine                 | Cunégonde de Lorraine                 | Cunégonde de Lorraine                 | Cunégonde de Lorraine                 |                              |                              |                              |                              |                                |                                |                                |                                |                                |                                | Waléran III comte de Limbourg | Waléran III comte de Limbourg | Waléran III comte de Limbourg | Waléran III comte de Limbourg | Waléran III comte de Limbourg | Waléran III comte de Limbourg |                             |                             |                               |                               |                               |                               |                               |                               | Ermesinde Ire comtesse de Luxembourg | Ermesinde Ire comtesse de Luxembourg | Ermesinde Ire comtesse de Luxembourg | Ermesinde Ire comtesse de Luxembourg | Ermesinde Ire comtesse de Luxembourg | Ermesinde Ire comtesse de Luxembourg |  |  |  |  |  |  |  |  |  |  |  |  |  |  |  |  |
|                           |                           |                           |                           | Cunégonde de Lorraine                 | Cunégonde de Lorraine                 | Cunégonde de Lorraine                 | Cunégonde de Lorraine                 | Cunégonde de Lorraine                 | Cunégonde de Lorraine                 |                              |                              |                              |                              |                                |                                |                                |                                |                                |                                | Waléran III comte de Limbourg | Waléran III comte de Limbourg | Waléran III comte de Limbourg | Waléran III comte de Limbourg | Waléran III comte de Limbourg | Waléran III comte de Limbourg |                             |                             |                               |                               |                               |                               |                               |                               | Ermesinde Ire comtesse de Luxembourg | Ermesinde Ire comtesse de Luxembourg | Ermesinde Ire comtesse de Luxembourg | Ermesinde Ire comtesse de Luxembourg | Ermesinde Ire comtesse de Luxembourg | Ermesinde Ire comtesse de Luxembourg |  |  |  |  |  |  |  |  |  |  |  |  |  |  |  |  |
|                           |                           |                           |                           |                                       |                                       |                                       |                                       |                                       |                                       |                              |                              |                              |                              |                                |                                |                                |                                |                                |                                |                               |                               |                               |                               |                               |                               |                             |                             |                               |                               |                               |                               |                               |                               |                                      |                                      |                                      |                                      |                                      |                                      |  |  |  |  |  |  |  |  |  |  |  |  |  |  |  |  |
|                           |                           |                           |                           | Henri IV comte de Limbourg et de Berg | Henri IV comte de Limbourg et de Berg | Henri IV comte de Limbourg et de Berg | Henri IV comte de Limbourg et de Berg | Henri IV comte de Limbourg et de Berg | Henri IV comte de Limbourg et de Berg |                              |                              |                              |                              | Waléran seigneur de Fauquemont | Waléran seigneur de Fauquemont | Waléran seigneur de Fauquemont | Waléran seigneur de Fauquemont | Waléran seigneur de Fauquemont | Waléran seigneur de Fauquemont |                               |                               |                               |                               | Henri V comte de Luxembourg   | Henri V comte de Luxembourg   | Henri V comte de Luxembourg | Henri V comte de Luxembourg | Henri V comte de Luxembourg   | Henri V comte de Luxembourg   |                               |                               |                               |                               | Gérard comte de Durbuy               | Gérard comte de Durbuy               | Gérard comte de Durbuy               | Gérard comte de Durbuy               | Gérard comte de Durbuy               | Gérard comte de Durbuy               |  |  |  |  |  |  |  |  |  |  |  |  |  |  |  |  |
|                           |                           |                           |                           | Henri IV comte de Limbourg et de Berg | Henri IV comte de Limbourg et de Berg | Henri IV comte de Limbourg et de Berg | Henri IV comte de Limbourg et de Berg | Henri IV comte de Limbourg et de Berg | Henri IV comte de Limbourg et de Berg |                              |                              |                              |                              | Waléran seigneur de Fauquemont | Waléran seigneur de Fauquemont | Waléran seigneur de Fauquemont | Waléran seigneur de Fauquemont | Waléran seigneur de Fauquemont | Waléran seigneur de Fauquemont |                               |                               |                               |                               | Henri V comte de Luxembourg   | Henri V comte de Luxembourg   | Henri V comte de Luxembourg | Henri V comte de Luxembourg | Henri V comte de Luxembourg   | Henri V comte de Luxembourg   |                               |                               |                               |                               | Gérard comte de Durbuy               | Gérard comte de Durbuy               | Gérard comte de Durbuy               | Gérard comte de Durbuy               | Gérard comte de Durbuy               | Gérard comte de Durbuy               |  |  |  |  |  |  |  |  |  |  |  |  |  |  |  |  |
|                           |                           |                           |                           |                                       |                                       |                                       |                                       |                                       |                                       |                              |                              |                              |                              |                                |                                |                                |                                |                                |                                |                               |                               |                               |                               |                               |                               |                             |                             |                               |                               |                               |                               |                               |                               |                                      |                                      |                                      |                                      |                                      |                                      |  |  |  |  |  |  |  |  |  |  |  |  |  |  |  |  |
| Adolphe VII comte de Berg | Adolphe VII comte de Berg | Adolphe VII comte de Berg | Adolphe VII comte de Berg | Adolphe VII comte de Berg             | Adolphe VII comte de Berg             |                                       |                                       | Waléran IV comte de Limbourg          | Waléran IV comte de Limbourg          | Waléran IV comte de Limbourg | Waléran IV comte de Limbourg | Waléran IV comte de Limbourg | Waléran IV comte de Limbourg |                                |                                |                                |                                |                                |                                | Henri VI comte de Luxembourg  | Henri VI comte de Luxembourg  | Henri VI comte de Luxembourg  | Henri VI comte de Luxembourg  | Henri VI comte de Luxembourg  | Henri VI comte de Luxembourg  |                             |                             | Waléran Ier seigneur de Ligny | Waléran Ier seigneur de Ligny | Waléran Ier seigneur de Ligny | Waléran Ier seigneur de Ligny | Waléran Ier seigneur de Ligny | Waléran Ier seigneur de Ligny |                                      |                                      |                                      |                                      |                                      |                                      |  |  |  |  |  |  |  |  |  |  |  |  |  |  |  |  |

D'autre part, deux maisons descendant par les femmes des comtes de Luxembourg, les comtes de Looz et les comtes de Grandpré, portent un écu burelé. Ces deux familles ont toutes deux une place particulière par rapport à la succession de la maison d'Ardenne-Luxembourg. En effet, le comte de Grandpré était le plus proche héritier de Conrad II de Luxembourg, le dernier représentant de la maison d'Ardenne, mais l'empereur préférait que le Luxembourg soit tenu par un seigneur germanique plutôt que français et attribua le comté à Henri de Namur.
Les comtes de Looz sont également en position de revendiquer l'héritage luxembourgeoise, quoiqu'en moins bonne position :
|                                        |                                        |                                        |                                        |                                        |                                        |                                   |                                   |                                          |                                          |                                          |                                          |                                                 |                                                 |                                                 |                                                 |                                                 |                                                 |                         |                         |                            |                            |                                        |                                        |                                        |                                        | Conrad Ier (1040 † 1086) comte de Luxembourg |                                        |                                        |                                        |       |       |                                 |                                 |                                 |                                 |                                 |                                 |  |  |                         |                         |                         |                         |                                           |                         |  |  |                                                        |                                                        |                                                        |                                                        |                                                        |                                                        |  |  |  |  |  |  |  |  |  |  |  |  |  |  |  |  |  |  |  |  |  |  |  |  |  |  |  |  |  |  |  |  |
|                                        |                                        |                                        |                                        |                                        |                                        |                                   |                                   |                                          |                                          |                                          |                                          |                                                 |                                                 |                                                 |                                                 |                                                 |                                                 |                         |                         |                            |                            |                                        |                                        |                                        |                                        |                                              |                                        |                                        |                                        |       |       |                                 |                                 |                                 |                                 |                                 |                                 |  |  |                         |                         |                         |                         |                                           |                         |  |  |                                                        |                                                        |                                                        |                                                        |                                                        |                                                        |  |  |  |  |  |  |  |  |  |  |  |  |  |  |  |  |  |  |  |  |  |  |  |  |  |  |  |  |  |  |  |  |
|                                        |                                        |                                        |                                        |                                        |                                        |                                   |                                   |                                          |                                          |                                          |                                          |                                                 |                                                 |                                                 |                                                 |                                                 |                                                 |                         |                         |                            |                            |                                        |                                        |                                        |                                        |                                              |                                        |                                        |                                        |       |       |                                 |                                 |                                 |                                 |                                 |                                 |  |  |                         |                         |                         |                         |                                           |                         |  |  |                                                        |                                                        |                                                        |                                                        |                                                        |                                                        |  |  |  |  |  |  |  |  |  |  |  |  |  |  |  |  |  |  |  |  |  |  |  |  |  |  |  |  |  |  |  |  |
| Henri III († 1086)                     | Henri III († 1086)                     | Henri III († 1086)                     | Henri III († 1086)                     | Henri III († 1086)                     | Henri III († 1086)                     |                                   |                                   |                                          |                                          |                                          |                                          | Guillaume Ier (1081 † 1131) comte de Luxembourg | Guillaume Ier (1081 † 1131) comte de Luxembourg | Guillaume Ier (1081 † 1131) comte de Luxembourg | Guillaume Ier (1081 † 1131) comte de Luxembourg | Guillaume Ier (1081 † 1131) comte de Luxembourg | Guillaume Ier (1081 † 1131) comte de Luxembourg |                         |                         | Mathilde de Northeim ×1105 | Mathilde de Northeim ×1105 | Mathilde de Northeim ×1105             | Mathilde de Northeim ×1105             | Mathilde de Northeim ×1105             | Mathilde de Northeim ×1105             |                                              |                                        |                                        |                                        |       |       | Albert II de Dagsbourg          | Albert II de Dagsbourg          | Albert II de Dagsbourg          | Albert II de Dagsbourg          | Albert II de Dagsbourg          | Albert II de Dagsbourg          |  |  | Ermesinde (1075 † 1143) | Ermesinde (1075 † 1143) | Ermesinde (1075 † 1143) | Ermesinde (1075 † 1143) | Ermesinde (1075 † 1143)                   | Ermesinde (1075 † 1143) |  |  | Godefroy de Namur                                      | Godefroy de Namur                                      | Godefroy de Namur                                      | Godefroy de Namur                                      | Godefroy de Namur                                      | Godefroy de Namur                                      |  |  |  |  |  |  |  |  |  |  |  |  |  |  |  |  |  |  |  |  |  |  |  |  |  |  |  |  |  |  |  |  |
| Henri III († 1086)                     | Henri III († 1086)                     | Henri III († 1086)                     | Henri III († 1086)                     | Henri III († 1086)                     | Henri III († 1086)                     |                                   |                                   |                                          |                                          |                                          |                                          | Guillaume Ier (1081 † 1131) comte de Luxembourg | Guillaume Ier (1081 † 1131) comte de Luxembourg | Guillaume Ier (1081 † 1131) comte de Luxembourg | Guillaume Ier (1081 † 1131) comte de Luxembourg | Guillaume Ier (1081 † 1131) comte de Luxembourg | Guillaume Ier (1081 † 1131) comte de Luxembourg |                         |                         | Mathilde de Northeim ×1105 | Mathilde de Northeim ×1105 | Mathilde de Northeim ×1105             | Mathilde de Northeim ×1105             | Mathilde de Northeim ×1105             | Mathilde de Northeim ×1105             |                                              |                                        |                                        |                                        |       |       | Albert II de Dagsbourg          | Albert II de Dagsbourg          | Albert II de Dagsbourg          | Albert II de Dagsbourg          | Albert II de Dagsbourg          | Albert II de Dagsbourg          |  |  | Ermesinde (1075 † 1143) | Ermesinde (1075 † 1143) | Ermesinde (1075 † 1143) | Ermesinde (1075 † 1143) | Ermesinde (1075 † 1143)                   | Ermesinde (1075 † 1143) |  |  | Godefroy de Namur                                      | Godefroy de Namur                                      | Godefroy de Namur                                      | Godefroy de Namur                                      | Godefroy de Namur                                      | Godefroy de Namur                                      |  |  |  |  |  |  |  |  |  |  |  |  |  |  |  |  |  |  |  |  |  |  |  |  |  |  |  |  |  |  |  |  |
|                                        |                                        |                                        |                                        |                                        |                                        |                                   |                                   |                                          |                                          |                                          |                                          |                                                 |                                                 |                                                 |                                                 |                                                 |                                                 |                         |                         |                            |                            |                                        |                                        |                                        |                                        |                                              |                                        |                                        |                                        |       |       |                                 |                                 |                                 |                                 |                                 |                                 |  |  |                         |                         |                         |                         |                                           |                         |  |  |                                                        |                                                        |                                                        |                                                        |                                                        |                                                        |  |  |  |  |  |  |  |  |  |  |  |  |  |  |  |  |  |  |  |  |  |  |  |  |  |  |  |  |  |  |  |  |
| Conrad II († 1136) comte de Luxembourg | Conrad II († 1136) comte de Luxembourg | Conrad II († 1136) comte de Luxembourg | Conrad II († 1136) comte de Luxembourg | Conrad II († 1136) comte de Luxembourg | Conrad II († 1136) comte de Luxembourg |                                   |                                   | Henri II (1125 † 1211) comte de Grandpré | Henri II (1125 † 1211) comte de Grandpré | Henri II (1125 † 1211) comte de Grandpré | Henri II (1125 † 1211) comte de Grandpré | Henri II (1125 † 1211) comte de Grandpré        | Henri II (1125 † 1211) comte de Grandpré        |                                                 |                                                 | Liutgarde (1120 † 1170)                         | Liutgarde (1120 † 1170)                         | Liutgarde (1120 † 1170) | Liutgarde (1120 † 1170) | Liutgarde (1120 † 1170)    | Liutgarde (1120 † 1170)    |                                        |                                        | Hugues VII († 1137) comte de Dagsbourg | Hugues VII († 1137) comte de Dagsbourg | Hugues VII († 1137) comte de Dagsbourg       | Hugues VII († 1137) comte de Dagsbourg | Hugues VII († 1137) comte de Dagsbourg | Hugues VII († 1137) comte de Dagsbourg |       |       | Folmar V († 1145) comte de Metz | Folmar V († 1145) comte de Metz | Folmar V († 1145) comte de Metz | Folmar V († 1145) comte de Metz | Folmar V († 1145) comte de Metz | Folmar V († 1145) comte de Metz |  |  | Mathilde                | Mathilde                | Mathilde                | Mathilde                | Mathilde                                  | Mathilde                |  |  | Henri IV (1112 † 1196) comte de Namur et de Luxembourg | Henri IV (1112 † 1196) comte de Namur et de Luxembourg | Henri IV (1112 † 1196) comte de Namur et de Luxembourg | Henri IV (1112 † 1196) comte de Namur et de Luxembourg | Henri IV (1112 † 1196) comte de Namur et de Luxembourg | Henri IV (1112 † 1196) comte de Namur et de Luxembourg |  |  |  |  |  |  |  |  |  |  |  |  |  |  |  |  |  |  |  |  |  |  |  |  |  |  |  |  |  |  |  |  |
| Conrad II († 1136) comte de Luxembourg | Conrad II († 1136) comte de Luxembourg | Conrad II († 1136) comte de Luxembourg | Conrad II († 1136) comte de Luxembourg | Conrad II († 1136) comte de Luxembourg | Conrad II († 1136) comte de Luxembourg |                                   |                                   | Henri II (1125 † 1211) comte de Grandpré | Henri II (1125 † 1211) comte de Grandpré | Henri II (1125 † 1211) comte de Grandpré | Henri II (1125 † 1211) comte de Grandpré | Henri II (1125 † 1211) comte de Grandpré        | Henri II (1125 † 1211) comte de Grandpré        |                                                 |                                                 | Liutgarde (1120 † 1170)                         | Liutgarde (1120 † 1170)                         | Liutgarde (1120 † 1170) | Liutgarde (1120 † 1170) | Liutgarde (1120 † 1170)    | Liutgarde (1120 † 1170)    |                                        |                                        | Hugues VII († 1137) comte de Dagsbourg | Hugues VII († 1137) comte de Dagsbourg | Hugues VII († 1137) comte de Dagsbourg       | Hugues VII († 1137) comte de Dagsbourg | Hugues VII († 1137) comte de Dagsbourg | Hugues VII († 1137) comte de Dagsbourg |       |       | Folmar V († 1145) comte de Metz | Folmar V († 1145) comte de Metz | Folmar V († 1145) comte de Metz | Folmar V († 1145) comte de Metz | Folmar V († 1145) comte de Metz | Folmar V († 1145) comte de Metz |  |  | Mathilde                | Mathilde                | Mathilde                | Mathilde                | Mathilde                                  | Mathilde                |  |  | Henri IV (1112 † 1196) comte de Namur et de Luxembourg | Henri IV (1112 † 1196) comte de Namur et de Luxembourg | Henri IV (1112 † 1196) comte de Namur et de Luxembourg | Henri IV (1112 † 1196) comte de Namur et de Luxembourg | Henri IV (1112 † 1196) comte de Namur et de Luxembourg | Henri IV (1112 † 1196) comte de Namur et de Luxembourg |  |  |  |  |  |  |  |  |  |  |  |  |  |  |  |  |  |  |  |  |  |  |  |  |  |  |  |  |  |  |  |  |
|                                        |                                        |                                        |                                        |                                        |                                        |                                   |                                   |                                          |                                          |                                          |                                          |                                                 |                                                 |                                                 |                                                 |                                                 |                                                 |                         |                         |                            |                            |                                        |                                        |                                        |                                        |                                              |                                        |                                        |                                        |       |       |                                 |                                 |                                 |                                 |                                 |                                 |  |  |                         |                         |                         |                         |                                           |                         |  |  |                                                        |                                                        |                                                        |                                                        |                                                        |                                                        |  |  |  |  |  |  |  |  |  |  |  |  |  |  |  |  |  |  |  |  |  |  |  |  |  |  |  |  |  |  |  |  |
|                                        |                                        |                                        |                                        |                                        |                                        |                                   |                                   |                                          |                                          |                                          |                                          |                                                 |                                                 |                                                 |                                                 |                                                 |                                                 |                         |                         |                            |                            |                                        |                                        |                                        |                                        |                                              |                                        |                                        |                                        |       |       |                                 |                                 |                                 |                                 |                                 |                                 |  |  |                         |                         |                         |                         |                                           |                         |  |  |                                                        |                                                        |                                                        |                                                        |                                                        |                                                        |  |  |  |  |  |  |  |  |  |  |  |  |  |  |  |  |  |  |  |  |  |  |  |  |  |  |  |  |  |  |  |  |
|                                        |                                        |                                        |                                        |                                        |                                        |                                   |                                   |                                          |                                          |                                          |                                          |                                                 |                                                 |                                                 |                                                 |                                                 |                                                 |                         |                         |                            |                            |                                        |                                        |                                        |                                        |                                              |                                        |                                        |                                        |       |       |                                 |                                 |                                 |                                 |                                 |                                 |  |  |                         |                         |                         |                         |                                           |                         |  |  |                                                        |                                                        |                                                        |                                                        |                                                        |                                                        |  |  |  |  |  |  |  |  |  |  |  |  |  |  |  |  |  |  |  |  |  |  |  |  |  |  |  |  |  |  |  |  |
|                                        |                                        |                                        |                                        |                                        |                                        |                                   |                                   |                                          |                                          |                                          |                                          |                                                 |                                                 |                                                 |                                                 |                                                 |                                                 |                         |                         |                            |                            |                                        |                                        |                                        |                                        |                                              |                                        |                                        |                                        |       |       |                                 |                                 |                                 |                                 |                                 |                                 |  |  |                         |                         |                         |                         |                                           |                         |  |  |                                                        |                                                        |                                                        |                                                        |                                                        |                                                        |  |  |  |  |  |  |  |  |  |  |  |  |  |  |  |  |  |  |  |  |  |  |  |  |  |  |  |  |  |  |  |  |
|                                        |                                        |                                        |                                        | trois enfants mort sans postérité      | trois enfants mort sans postérité      | trois enfants mort sans postérité | trois enfants mort sans postérité | trois enfants mort sans postérité        | trois enfants mort sans postérité        |                                          |                                          | deux fils mort sans postérité                   | deux fils mort sans postérité                   | deux fils mort sans postérité                   | deux fils mort sans postérité                   | deux fils mort sans postérité                   | deux fils mort sans postérité                   |                         |                         |                            |                            | Louis Ier (1110 † 1171) comtes de Looz | Louis Ier (1110 † 1171) comtes de Looz | Louis Ier (1110 † 1171) comtes de Looz | Louis Ier (1110 † 1171) comtes de Looz | Louis Ier (1110 † 1171) comtes de Looz       | Louis Ier (1110 † 1171) comtes de Looz |                                        |                                        | Agnès | Agnès | Agnès                           | Agnès                           | Agnès                           | Agnès                           |                                 |                                 |  |  | Waléran III de Limbourg | Waléran III de Limbourg | Waléran III de Limbourg | Waléran III de Limbourg | Waléran III de Limbourg                   | Waléran III de Limbourg |  |  | Ermesinde Ire (1186 † 1247)                            | Ermesinde Ire (1186 † 1247)                            | Ermesinde Ire (1186 † 1247)                            | Ermesinde Ire (1186 † 1247)                            | Ermesinde Ire (1186 † 1247)                            | Ermesinde Ire (1186 † 1247)                            |  |  |  |  |  |  |  |  |  |  |  |  |  |  |  |  |  |  |  |  |  |  |  |  |  |  |  |  |  |  |  |  |
|                                        |                                        |                                        |                                        | trois enfants mort sans postérité      | trois enfants mort sans postérité      | trois enfants mort sans postérité | trois enfants mort sans postérité | trois enfants mort sans postérité        | trois enfants mort sans postérité        |                                          |                                          | deux fils mort sans postérité                   | deux fils mort sans postérité                   | deux fils mort sans postérité                   | deux fils mort sans postérité                   | deux fils mort sans postérité                   | deux fils mort sans postérité                   |                         |                         |                            |                            | Louis Ier (1110 † 1171) comtes de Looz | Louis Ier (1110 † 1171) comtes de Looz | Louis Ier (1110 † 1171) comtes de Looz | Louis Ier (1110 † 1171) comtes de Looz | Louis Ier (1110 † 1171) comtes de Looz       | Louis Ier (1110 † 1171) comtes de Looz |                                        |                                        | Agnès | Agnès | Agnès                           | Agnès                           | Agnès                           | Agnès                           |                                 |                                 |  |  | Waléran III de Limbourg | Waléran III de Limbourg | Waléran III de Limbourg | Waléran III de Limbourg | Waléran III de Limbourg                   | Waléran III de Limbourg |  |  | Ermesinde Ire (1186 † 1247)                            | Ermesinde Ire (1186 † 1247)                            | Ermesinde Ire (1186 † 1247)                            | Ermesinde Ire (1186 † 1247)                            | Ermesinde Ire (1186 † 1247)                            | Ermesinde Ire (1186 † 1247)                            |  |  |  |  |  |  |  |  |  |  |  |  |  |  |  |  |  |  |  |  |  |  |  |  |  |  |  |  |  |  |  |  |
|                                        |                                        |                                        |                                        |                                        |                                        |                                   |                                   |                                          |                                          |                                          |                                          |                                                 |                                                 |                                                 |                                                 |                                                 |                                                 |                         |                         |                            |                            |                                        |                                        |                                        |                                        |                                              |                                        |                                        |                                        |       |       |                                 |                                 |                                 |                                 |                                 |                                 |  |  |                         |                         |                         |                         |                                           |                         |  |  |                                                        |                                                        |                                                        |                                                        |                                                        |                                                        |  |  |  |  |  |  |  |  |  |  |  |  |  |  |  |  |  |  |  |  |  |  |  |  |  |  |  |  |  |  |  |  |
|                                        |                                        |                                        |                                        |                                        |                                        |                                   |                                   |                                          |                                          |                                          |                                          |                                                 |                                                 |                                                 |                                                 |                                                 |                                                 |                         |                         |                            |                            |                                        |                                        |                                        |                                        |                                              |                                        |                                        |                                        |       |       |                                 |                                 |                                 |                                 |                                 |                                 |  |  |                         |                         |                         |                         |                                           |                         |  |  |                                                        |                                                        |                                                        |                                                        |                                                        |                                                        |  |  |  |  |  |  |  |  |  |  |  |  |  |  |  |  |  |  |  |  |  |  |  |  |  |  |  |  |  |  |  |  |
|                                        |                                        |                                        |                                        |                                        |                                        |                                   |                                   |                                          |                                          |                                          |                                          |                                                 |                                                 |                                                 |                                                 |                                                 |                                                 |                         |                         |                            |                            |                                        |                                        |                                        |                                        |                                              |                                        |                                        |                                        |       |       |                                 |                                 |                                 |                                 |                                 |                                 |  |  |                         |                         |                         |                         | Henri V (1216 † 1284) comte de Luxembourg |                         |  |  |                                                        |                                                        |                                                        |                                                        |                                                        |                                                        |  |  |  |  |  |  |  |  |  |  |  |  |  |  |  |  |  |  |  |  |  |  |  |  |  |  |  |  |  |  |  |  |

Aussi les historiens ont-ils émis l'hypothèse que le burelé était l'emblème des comtes de Luxembourg (sans en avoir été le blason, en cette période pré-héraldique, mais le burelé pouvait figurer sur la bannière des comtes de Luxembourg). Les comtes de Grandpré et ceux de Looz auraient repris le symbole avec la prétention, et les comtes de Luxembourg de la famille de Limbourg auraient repris le burelé en changeant les émaux pour qu'ils s'accordent avec le lion de Limbourg.

comtes de Looz et comtes de Grandpré
armoiries en 1240

## Usage contemporain
Les armoiries des anciens duchés de Limbourg et de Luxembourg sont encore utilisées par des institutions publiques du Benelux. 

### Limbourg
Le blason du Limbourg est encore en usage dans la Province de Limbourg en Belgique, avec sur le tout le blason burelé de Looz, vu que cette division territoriale correspond presque parfaitement au territoire de l'ancien Comté de Looz. Il sert aussi de blason à la Province de Limbourg aux Pays-Bas et sur le drapeau de celle-ci apparaît le lion du Limbourg. 

### Luxembourg
Tant le Grand-Duché du Luxembourg que la province de Luxembourg en Belgique gardent les armoiries de l'ancien Duché. 

### Communauté germanophone de Belgique
Les armoiries de la Communauté germanophone de Belgique se réfèrent aux deux duchés en question: jusqu'en 1794, le Pays d'Eupen appartenait au Duché de Limbourg, tandis que l'Eifel belge faisait partie du Duché de Luxembourg.

Armoiries du Luxembourg (Grand-duché de Luxembourg)
Armoiries de la province de Luxembourg (Belgique).
Armoiries de la province de Limbourg (Belgique).
Armoiries de la Communauté germanophone de Belgique.
Blason de la Province de Limbourg (Pays-Bas).

## Source
- Jean-Claude Loutsch, Armorial du pays de Luxembourg, Luxembourg, Publications nationales du Ministère des Arts et des Sciences, 1974.